# Neoclassical metal
Il neoclassical metal (o metal neoclassico in italiano), è un sottogenere dell'heavy metal fortemente influenzato da sonorità della musica classica. È caratterizzato da complesse strutture musicali, specie per quanto riguarda l'armonia e gli assoli di chitarra, e dall'uso di elementi provenienti da famosi compositori classici. A loro sono riconducibili i tratti salienti del metal neoclassico, quali la velocità delle melodie e la malinconia delle stesse.
Il genere nasce intorno agli anni ottanta, quando alcuni chitarristi, alla ricerca di sonorità sempre diverse, trasportano sui loro strumenti le tecniche melodiche della musica classica. Dal rifarsi ai grandi maestri del passato deriva il termine neoclassico, tipico anche di letteratura e arte.

## Storia

### Origini

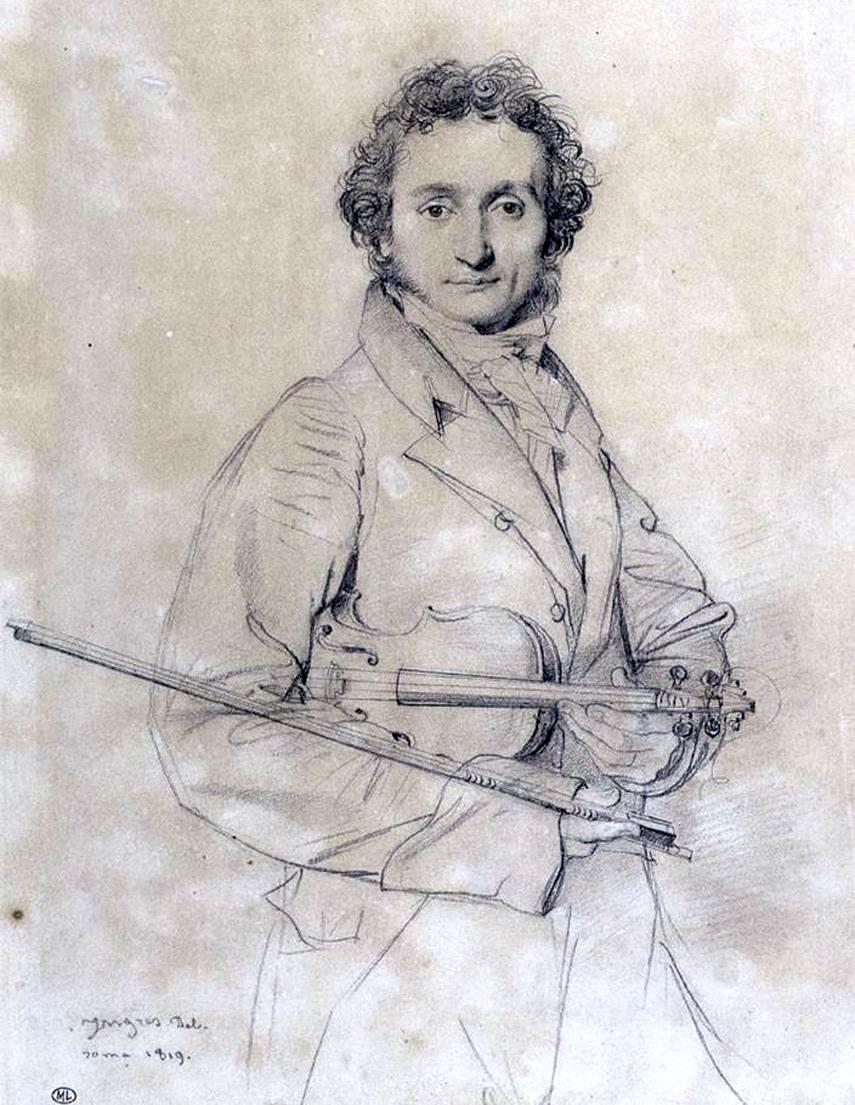
Niccolò Paganini, fonte d'ispirazione per numerosi musicisti neoclassical metal

Gran parte dei musicisti, perlopiù chitarristi, di questa frangia si sono rifatti alle composizioni del violinista Niccolò Paganini, probabilmente il musicista classico più influente del genere. Molti altri hanno tratto ispirazione dalla musica barocca, in particolare da Johann Sebastian Bach. Seguono altri grandi nomi come Wolfgang Amadeus Mozart, Franz Joseph Haydn e Antonio Vivaldi. Altre fonti di ispirazione sono, dal periodo romantico, Gioachino Rossini, Richard Wagner, Igor' Fëdorovič Stravinskij e Paul Hindemith, che apportarono elementi come la varietà ritmica.
Sebbene Yngwie Malmsteen sia visto da più parti come il più emblematico musicista del genere, non fu il primo ad adottare tali sonorità. Già negli anni settanta, Ritchie Blackmore, con i Deep Purple, fuse nel suo stile elementi hard rock e heavy metal con la musica classica e questa formula sarà avvertibile in maniera più netta con la sua band successiva, i Rainbow.
Uli Jon Roth è considerato un altro pioniere del metal neoclassico, mettendo in evidenza uno stile simile con gli Scorpions negli anni settanta. Il suo modo di suonare, molto debitore nei confronti di Jimi Hendrix e della musica classica, è stato molto influente grazie all'eleganza e alla fluidità del suo lavoro solistico.
È da menzionare tra i maggiori ispiratori del genere neoclassical anche Randy Rhoads, chitarrista di Quiet Riot e Ozzy Osbourne che ha inserito gli stilemi di musica classica nel suo modo di suonare. Per l'introduzione del brano Diary of a Madman tratto dall'album omonimo di Ozzy del 1981, Rhoads prese spunto dallo "Studio #7" del chitarrista classico cubano Leo Brouwer. Come molti altri chitarristi metal degli anni ottanta, Rhoads riprese inoltre a studiare la teoria musicale e aiutò il consolidarsi dell'industria di apprendimento tramite manuali.

### La diffusione
Il chitarrista svedese Yngwie Malmsteen, divenuto celebre proprio negli anni ottanta, è probabilmente il più noto fra i musicisti metal neoclassici. Malmsteen, come tanti chitarristi neoclassical, si ispirò molto agli assoli violinistici di Paganini, ma anche alla Bourrée in Mi minore di Bach e alla quinta sinfonia di Beethoven.
Negli anni ottanta si affermarono anche alcune band di questa categoria, tra tutte Impellitteri, Cacophony e Racer X. I primi pubblicarono album di grande successo nel suo genere, gran parte per merito del chitarrista e leader della band, Chris Impellitteri. I secondi vedevano due figure emblematiche del genere neoclassico, Marty Friedman e Jason Becker, autori di un lavoro chitarristico molto complesso e creativo, che raccoglieva anche influenze di musica hawaiiana e giapponese. I Racer X, sebbene più inquadrabili nello speed metal, evidenziano nello stile di Paul Gilbert evidenti tracce neoclassical. In questo periodo hanno avuto successo altri chitarristi virtuosi del genere come Joey Tafolla, Tony MacAlpine, Michael Angelo Batio, Vinnie Moore e Axel Rudi Pell.
Gli stilemi metal neoclassici sono tuttora molto in voga tra i gruppi perlopiù power, prog ed epic metal, avvertibili nello stile di vari chitarristi come Timo Tolkki (Stratovarius), Michael Romeo (Symphony X), Kiko Loureiro (Angra) e Enrik Garcia (Dark Moor), che a questo genere si sono ispirati molto. Un caso particolare è rappresentato dagli X Japan, noti per aver adottato uno stile che alternava heavy metal molto veloce e ballate, anche all'interno delle stesse canzoni. A ciò si aggiungono un particolare uso neoclassico delle chitarre e del pianoforte, delle ritmiche derivate dalla musica classica e, in qualche caso, pure la presenza di influenze symphonic metal. Il loro brano Art of Life è divenuta una delle canzoni più note del rock/metal giapponese proprio grazie all'adozione di questo stile.
Anche in Italia ci sono grandi esponenti del metal neoclassico, tra i più virtuosi e notevoli vanno menzionati i chitarristi Luca Turilli, Dr.Viossy e Luke Fortini.

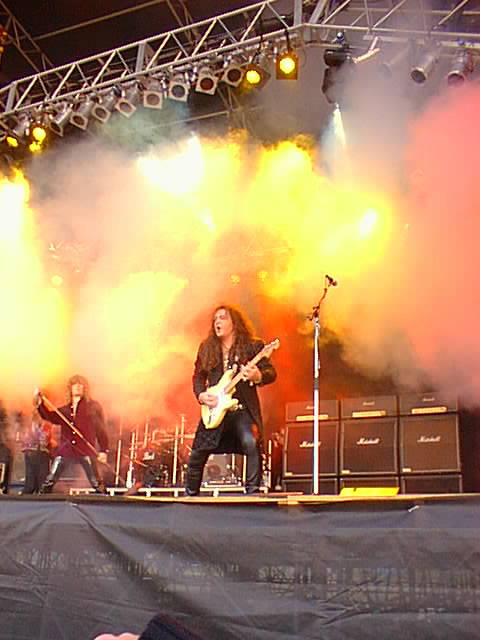
Yngwie Malmsteen, il chitarrista più emblematico del genere

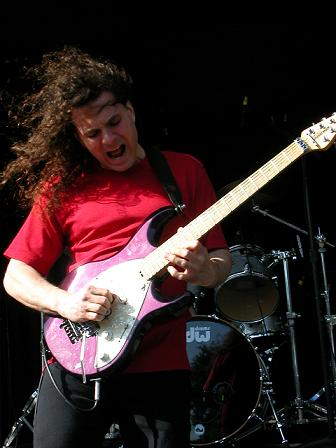
Vinnie Moore

Le scale maggiormente usate sono le scale minori melodiche e le scale minori armoniche. Esse, per dare maggiore velocità agli assoli, vengono utilizzate in successione di note ribattute, sia in direzione ascendente sia discendente. La prima, infatti, dà l'impressione di una vera e propria corsa verso la nota più alta (nella chitarra suonata generalmente con un bending-vibrato agli ultimi tasti), la seconda, invece, esprime la verosimiglianza a una fuga nervosa e disperata.
Dal momento che la maggior parte dei brani neoclassici devono esprimere la solennità, la malinconia e lo stravolgimento interiore, un'altra tecnica assai presente è quella dello "arpeggio continuo" (o sweep-picking per la chitarra) che consiste nella successione della note della triade dell'accordo portante in intensità sempre diverse. Anche l'arpeggio, quindi, per fare ciò, viene applicato in direzione solitamente discendente-ascendente o solamente ascendente. Vi sono casi in cui esso non si completa e viene utilizzato in collegamento ad altre note che non rientrano in questa tecnica.
Altro elemento tipico è inoltre l'uso del ciclo delle quinte, una progressione dove la tonica di ogni accordo diviene la dominante dell'accordo successivo.
Per quanto riguarda un discorso strettamente tecnico, vi è stata una vera e propria rivoluzione del modo di suonare dei chitarristi metal. Questi infatti, per la prima volta, si trovano dinanzi a melodie molto diverse da quelle sentite negli anni settanta (Deep Purple, Pink Floyd, ecc).
L'armonia bachiana è composta principalmente da due suoni in contemporanea successione
 che nella chitarra con la sola mano sinistra non si possono realizzare. Per ovviare a questo problema, vennero introdotte (o furono riscoperte) alcune tecniche chitarristiche: la più nota è senz'altro quella del tapping, largamente usata da Eddie Van Halen.

## Caratteristiche
Le caratteristiche del metal neoclassico possono essere riassunte nei seguenti punti:
- uso del pedale Delay (ripetizione di note o di un gruppo di note);
- uso dell'ostinato (ripetizione di una singola frase senza modificarne l'altezza o il ritmo);
- sequenze di scale (ascendenti e discendenti);
- arpeggi veloci;
- uso frequente del tritono;
- assoli veloci;
- enfasi di parti secondarie, con un uso frequente del vibrato;
- uso di strumenti e timbri riconducibili alla musica classica, come il piano, il clavicembalo e il violino, emulati o non da sintetizzatori;
- analogia della chitarra elettrica a strumenti classici, in particolare al violino e all'organo;
- la trascrizione o l'adattamento o l'emulazione di pezzi classici, in particolare di violino, per chitarra elettrica;
- l'uso di armonie, motivi e temi dai pezzi classici.